# 검은카푸친
검은카푸친(Sapajus nigritus)는 브라질 남동부의 대서양 숲부터 아르헨티나 북동부 끝단까지 분포하는 카푸친의 일종이다. 검은뿔카푸친으로도 알려져 있다. 전통적으로는 검은머리카푸친의 아종 중 하나로 포함시켰다.

## 아종
검은카푸친은 3종의 아종이 있다. C. n. nigritus와 C. n. cucullatus는 검은카푸친 분포 지역에서 남쪽 부분(전자는 동쪽, 후자는 서쪽 지역)에서 발견되며, 이 둘은 머리 윗쪽에 한쌍의 독특한 모양의 머리 술을 지니고 있어, 이 때문에 검은뿔카푸친이라는 다른 이름으로도 불린다.